# هلن مور
هلن مور (انگلیسی: Helen Moore؛ زادهٔ ۱۹۷۰) تاریخ‌نگار و پژوهشگر ادبی بریتانیایی است که متخصص در ادبیات قرون وسطی و مدرن است. از سال ۲۰۱۸، او به عنوان رئیس دانشکده کورپوس کریستی منصوب شد، همچنین در دانشگاه آکسفورد خدمت کرده‌است. هلن اولین زنی است که چنین موقعیتی را در تاریخ ۵۰۰ ساله این کالج حفظ کرده‌است. او همچنین استاد دانشکده زبان و ادبیات انگلیسی، دانشگاه آکسفورد است.

## آثار منتخب
- مور، هلن، ed. (۲۰۰۴). آمادیز د گاول ترجمه شده توسط آنتونی ماندی. فرهمند: اسحاق ISBN 978-0-7546-0727-4.
- مور، هلن، ed. (۲۰۰۷). پسر وارویک، ۱۶۶۱. منچستر: مطبوعات دانشگاه منچستر. ISBN 978-0-7190-7709-8.
- هاردی، فیلیپس؛ مور، هلن، eds. (۲۰۱۰). حرفه‌های ادبی کلاسیک و پذیرش آنها. کمبریج: انتشارات دانشگاه کمبریج. ISBN 978-0-521-76297-7.
- مور، هلن؛ رید، جولیان، ادز. (۲۰۱۱). عظمت مانیفولد: ساخت کتاب مقدس پادشاه جیمز. آکسفورد: کتابخانه بادلین. ISBN 978-1-85124-349-5.